# Playgrounds
Playgrounds is het negende studioalbum van de Zweedse muziekgroep Cross. Na het (relatief) succesvolle Secrets werd ook dit album redelijk positief ontvangen binnen de progressieve rock, doch er waren ook meningen, dat de muziek wat saai en weinig avontuurlijk was. Het geluid van de opnamen was niet van eenzelfde kwaliteit als van Secrets. Na de opnamen werd bekend dat de leider van de band Hansi Cross een gehoorziekte had. Het album is opgenomen in de eigen Progress Studio in Stockholm en werd uitgegeven op het eigen Progress Records, behalve de zangstem van Lizette, die werd opgenomen in Södertälje. 

## Musici
- Hansi Cross – gitaar, toetsinstrumenten, percussie, zangstem
- Lollo Andersson – basgitaar
- Tomas Hjort – slagwerk en achtergrondzang

met
- Lizette von Panajotti – achtergrondzang 5, 7
- Giran Johnsson – toms 4, achtergrondzang 5, 7
- Linus Kåse – sopraansaxofoon 3, 5
- Giran Fors – baspedalen 3 en achtergrondzang 1
- Alex toms en snaardrum 4
- Hannah – elektrische viool 4
- Robert Iversen – bekkens 5

## Muziek
| Nr. | Titel                  | Duur  |
| --- | ---------------------- | ----- |
| 1.  | Let the play begin ... | 7:37  |
| 2.  | Déja vu                | 4:36  |
| 3.  | A new beginning        | 10:10 |
| 4.  | The battle of Thalyma  | 5:31  |
| 5.  | ... and enter the game | 9:44  |
| 6.  | Fjärilshonung          | 0:51  |
| 7.  | Mesmerizing enterprize | 15:20 |